# ケビン・ミラー
ケビン・チャールズ・ミラー（Kevin Charles Millar、1971年9月24日 - ）は、アメリカ合衆国カリフォルニア州ロサンゼルス出身の元プロ野球選手（一塁手）。右投右打。

## 経歴
1993年にセントポール・セインツと契約を結び、プロ入り。
1994年8月から1995年4月にかけてMLB史上最長のストライキが実施された影響で、1995年のスプリングトレーニングにはオーナー側の命令で代替選手として参加していたためにスト破りを行った報復措置としてメジャー昇格後も選手会への加入を認められなかった。
メジャーデビューはフロリダ・マーリンズ所属時の1998年で、当時既に27歳となっていたが、次第に力をつけ、2001年からから2002年にかけ、2年連続で打率3割以上をマークした。一方で2001年オフには本人がNPBへの移籍を希望しているという情報を得た中日ドラゴンズが獲得に動いたが、マーリンズ側がミラーの実力を高く評価しており、また地元でも人気があったことから放出に応じず、中日は最終的に獲得を断念した。2002年の年俸は90万ドル（当時の為替レートで約1億800万円）だったが、同年オフにはMLBが各球団に対し、年俸総額に応じた「贅沢税」を課すことから、マーリンズはミラーの放出を決意した。2003年1月にはマーリンズから中日に移籍することが一度は発表されたが、結局ボストン・レッドソックスに移籍する事となった（後述）。
レッドソックスでは一塁でクリーンナップを打つなど活躍し、移籍1年目にはかつて在籍したマーリンズのワールドシリーズ制覇を見る事となったが、翌2004年には自身がワールドシリーズ制覇に貢献した。
2005年は、5月下旬には打率2割3分台に落ち込むなど、シーズン通してやや不調で2桁本塁打を5年連続でストップした。 同年オフにFAでボルチモア・オリオールズに移籍した。
2009年2月11日にトロント・ブルージェイズとマイナー契約をし、開幕メジャー入りを果たした。対左投手時のファーストとして、開幕スタートダッシュに貢献するが、結局不振に終わる。ちなみに背番号はアレックス・リオスとかぶったため開幕時は30だったが、リオスの移籍とともに15番に変更した。
2010年はシカゴ・カブスとマイナー契約を結んだが、開幕を待たずにFAとなる。その後、古巣のセインツと契約し、6試合に出場。
現在は、MLBネットワークのアナリストとして活動している。

## ケビン・ミラー問題
2003年1月、それまで主砲として活躍していたレオ・ゴメスの引退に伴い、新しい主砲を探していた中日が当時フロリダ・マーリンズに所属していたミラーに白羽の矢を立て、同月11日にはミラーの入団を発表した。契約期間は2003年から2004年シーズンまでの2年間で、内訳は契約金50万ドル（当時の為替レートで約6000万円）に加え、2003年シーズンの年俸が250万ドル（同じく約3億円）、2004年シーズンの年俸が300万ドル（同じく約3億6000万円）というものであり、両年度の年俸にはいずれも出来高払いもついていた。この契約は2000年に在籍したディンゴの200万ドルを超え、外国人選手に対するものとしては球団史上最高額となるものだった。また、背番号は前年まで山﨑武司が着用していた22と発表された。中日は当時、ミラーを左翼手で起用する構想だった。
ところが、マーリンズが中日に譲渡するためにミラーをウェイバー公示にかけたところ、突如レッドソックスが獲得を表明した。メジャーリーグと日本球界の間にある「日本の球団に譲渡する目的でウェイバー公示にかけた選手は獲得をしない」という紳士協定を無視したものであった。

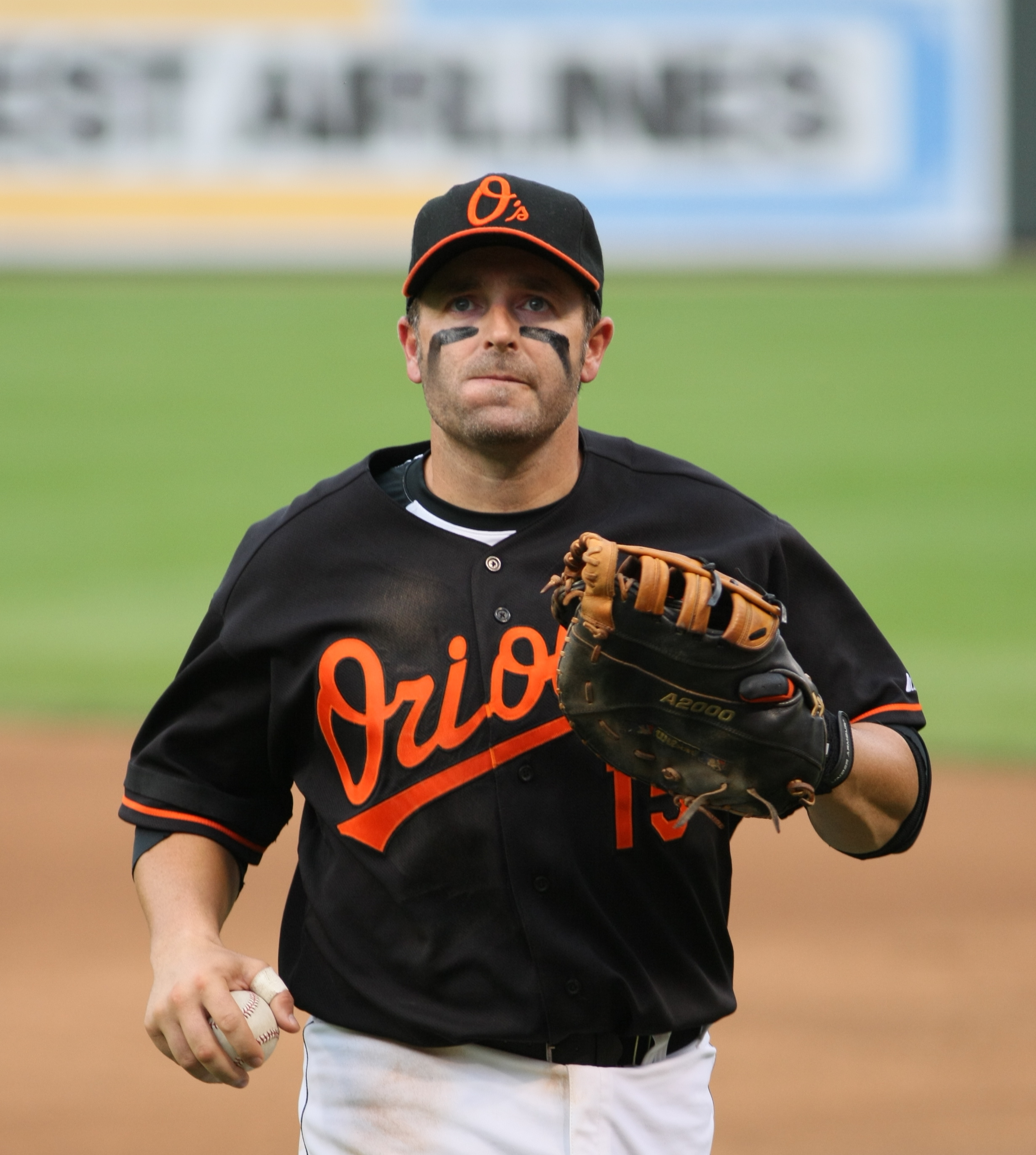
オリオールズ時代（2008年）

レッドソックスはまずミラー本人と交渉をするが、ミラー側が拒否。すると、今度は中日に対し「ミラーに支払った契約金を全額レッドソックスで肩代わりする」「代替選手としてベニー・アグバヤニを中日に譲渡する」と言う条件でトレードを申し込むも、中日側が拒否（アグバヤニは翌年2004年に千葉ロッテマリーンズに入団）。後にメジャーリーグ機構が「ミラーの所有権は中日にある」という声明を発表したこともあり、中日は同年1月31日までにミラーを支配下選手登録した。
しかし、ここで突如ミラーが翻意し、レッドソックスの入団を希望し、来日を拒否。中日側が説得を続けるも、ミラー側は「米軍で軍医補をしていた父親が最近のイラクを巡る状況から日本へ行くことを心配している」と頑として首を縦に振らず、さらに会談の日時を指定しておきながら姿を見せない、と言った態度に出る。また、メジャーリーグ選手会がミラーを支持し、中日がミラーとの契約を解除しない場合は、東京ドームで開催予定であったシアトル・マリナーズとオークランド・アスレチックスの開幕戦への選手派遣を拒否することをほのめかした事もあって、中日は「これ以上の説得は無理」と判断。結局「ミラーが契約金を全額返還し、中日側に謝罪をする」「マーリンズが中日に金銭補償をする」と言う条件で中日はミラーとの契約を破棄する。ミラーはレッドソックスに入団し、中日はミラーの代わりとしてアレックス・オチョアを獲得する事となる。なお、アスレチックスとマリナーズは、イラク情勢の悪化を理由に結局来日を中止する。

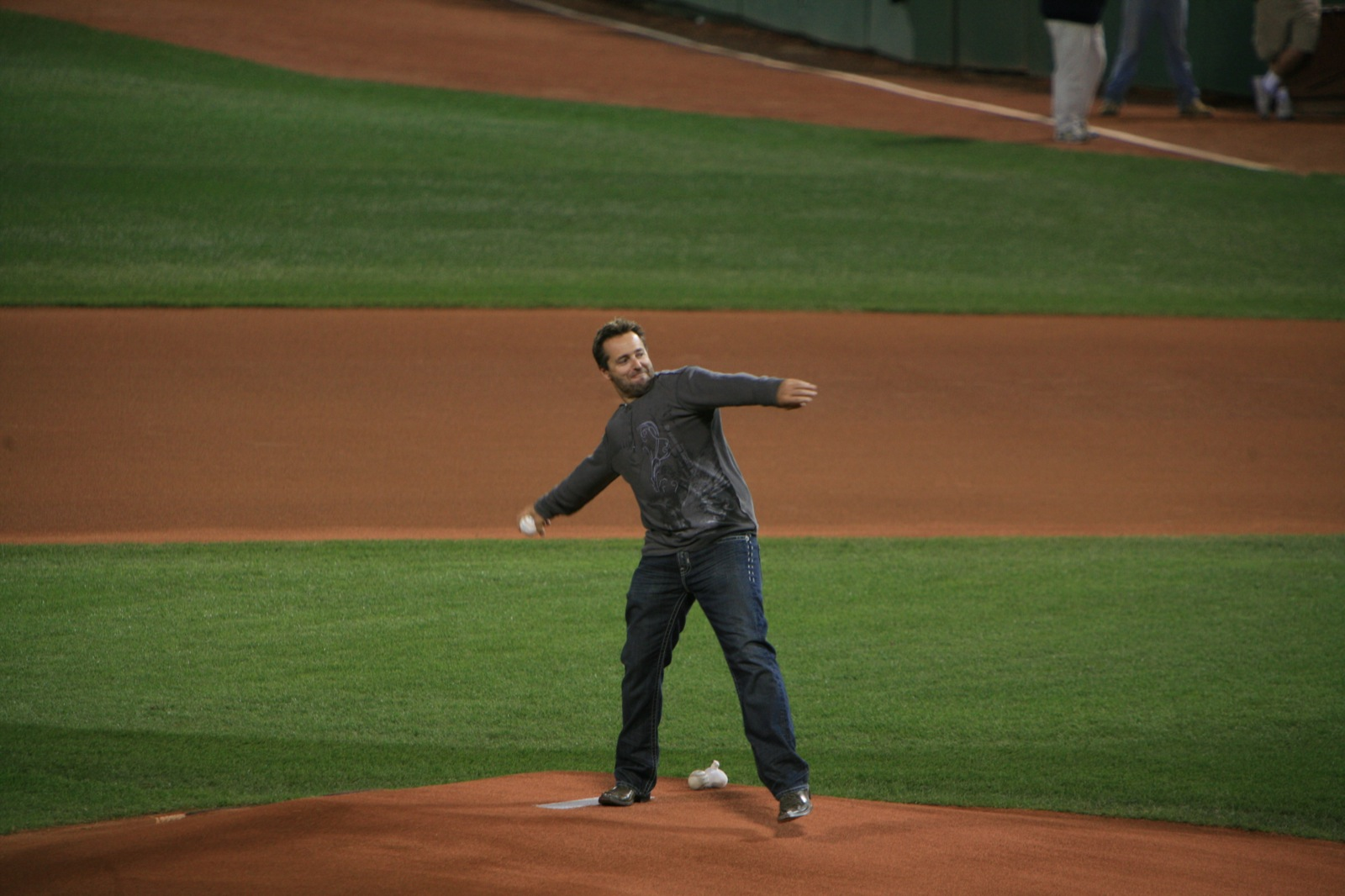
2007年のALCSで始球式を務めるミラー

なお、ミラーは中日とのトラブルについて、「ニューヨーク・メッツと契約してから翻意した日本人三塁手（中村紀洋）と同じこと」と述べた（ただ、正確には中村はFAでの移籍だが、ミラーはFA資格を持たず、ウェイバー公示で移籍したため、立場は一緒とは言えない）。また、ミラーはレッドソックス入団後も雑誌等のインタビューで「機会があったら日本でプレーしたい」と発言していた。

## "セインツ"とのつながり
1993年にプロとしてのキャリアをスタートさせたミラーは、ドラフト指名されなかったために独立リーグのセントポール・セインツへ入団。そこで63試合に出場し、同年9月下旬にマーリンズと契約を結ぶきっかけを作っている。
それが縁で、ミネソタに遠征で訪れた際はできる限りセインツの試合を観戦し、チャンスを掴んでほしいという願いから、選手たちへメッセージを伝えている。

## 詳細情報

### 年度別打撃成績
| 年 度      | 球 団      | 試 合 | 打 席 | 打 数 | 得 点 | 安 打 | 二 塁 打 | 三 塁 打 | 本 塁 打 | 塁 打 | 打 点 | 盗 塁 | 盗 塁 死 | 犠 打 | 犠 飛 | 四 球 | 敬 遠 | 死 球 | 三 振 | 併 殺 打 | 打 率 | 出 塁 率 | 長 打 率 | O P S |
| ---------- | ---------- | ----- | ----- | ----- | ----- | ----- | -------- | -------- | -------- | ----- | ----- | ----- | -------- | ----- | ----- | ----- | ----- | ----- | ----- | -------- | ----- | -------- | -------- | ----- |
| 1998       | FLA        | 2     | 3     | 2     | 1     | 1     | 0        | 0        | 0        | 1     | 0     | 0     | 0        | 0     | 0     | 1     | 0     | 0     | 0     | 0        | .500  | .667     | .500     | 1.167 |
| 1999       | FLA        | 105   | 405   | 351   | 48    | 100   | 17       | 4        | 9        | 152   | 67    | 1     | 0        | 1     | 8     | 40    | 2     | 7     | 64    | 7        | .285  | .362     | .433     | .795  |
| 2000       | FLA        | 123   | 305   | 259   | 36    | 67    | 14       | 3        | 14       | 129   | 42    | 0     | 0        | 0     | 2     | 36    | 0     | 8     | 47    | 5        | .259  | .364     | .498     | .862  |
| 2001       | FLA        | 144   | 495   | 449   | 62    | 141   | 39       | 5        | 20       | 250   | 85    | 0     | 0        | 0     | 2     | 39    | 2     | 5     | 70    | 8        | .314  | .374     | .557     | .931  |
| 2002       | FLA        | 126   | 489   | 438   | 58    | 134   | 41       | 0        | 16       | 223   | 57    | 0     | 2        | 0     | 6     | 40    | 0     | 5     | 74    | 15       | .306  | .366     | .509     | .875  |
| 2003       | BOS        | 148   | 618   | 544   | 83    | 150   | 30       | 1        | 25       | 257   | 96    | 3     | 2        | 0     | 9     | 60    | 5     | 5     | 108   | 14       | .276  | .348     | .472     | .820  |
| 2004       | BOS        | 150   | 588   | 508   | 74    | 151   | 36       | 0        | 18       | 241   | 74    | 1     | 1        | 0     | 6     | 57    | 0     | 17    | 91    | 16       | .297  | .383     | .474     | .857  |
| 2005       | BOS        | 134   | 519   | 449   | 57    | 122   | 28       | 1        | 9        | 179   | 50    | 0     | 1        | 0     | 8     | 54    | 0     | 8     | 74    | 12       | .272  | .355     | .399     | .754  |
| 2006       | BAL        | 132   | 503   | 430   | 64    | 117   | 26       | 0        | 15       | 188   | 64    | 1     | 1        | 0     | 2     | 59    | 3     | 12    | 74    | 14       | .272  | .374     | .437     | .811  |
| 2007       | BAL        | 140   | 562   | 476   | 63    | 121   | 26       | 1        | 17       | 200   | 63    | 1     | 1        | 0     | 2     | 76    | 2     | 8     | 94    | 8        | .254  | .365     | .420     | .785  |
| 2008       | BAL        | 145   | 610   | 531   | 73    | 124   | 25       | 0        | 20       | 209   | 72    | 0     | 1        | 0     | 6     | 71    | 3     | 2     | 93    | 8        | .234  | .323     | .394     | .717  |
| 2009       | TOR        | 78    | 283   | 251   | 29    | 56    | 14       | 0        | 7        | 91    | 29    | 0     | 0        | 0     | 0     | 31    | 0     | 1     | 49    | 10       | .223  | .311     | .363     | .674  |
| 通算：12年 | 通算：12年 | 1427  | 5382  | 4688  | 648   | 1284  | 296      | 15       | 170      | 2120  | 699   | 7     | 9        | 1     | 51    | 564   | 17    | 78    | 838   | 117      | .274  | .358     | .452     | .810  |

- 2009年度シーズン終了時
- 各年度の太字はリーグ最高

### 背番号
- 18 (1998年 - )
- 15 (2000年 - 2008年、2009年途中 - 同年終了)
- 30 (2009年 - 同年途中)